# Ghiacciaia

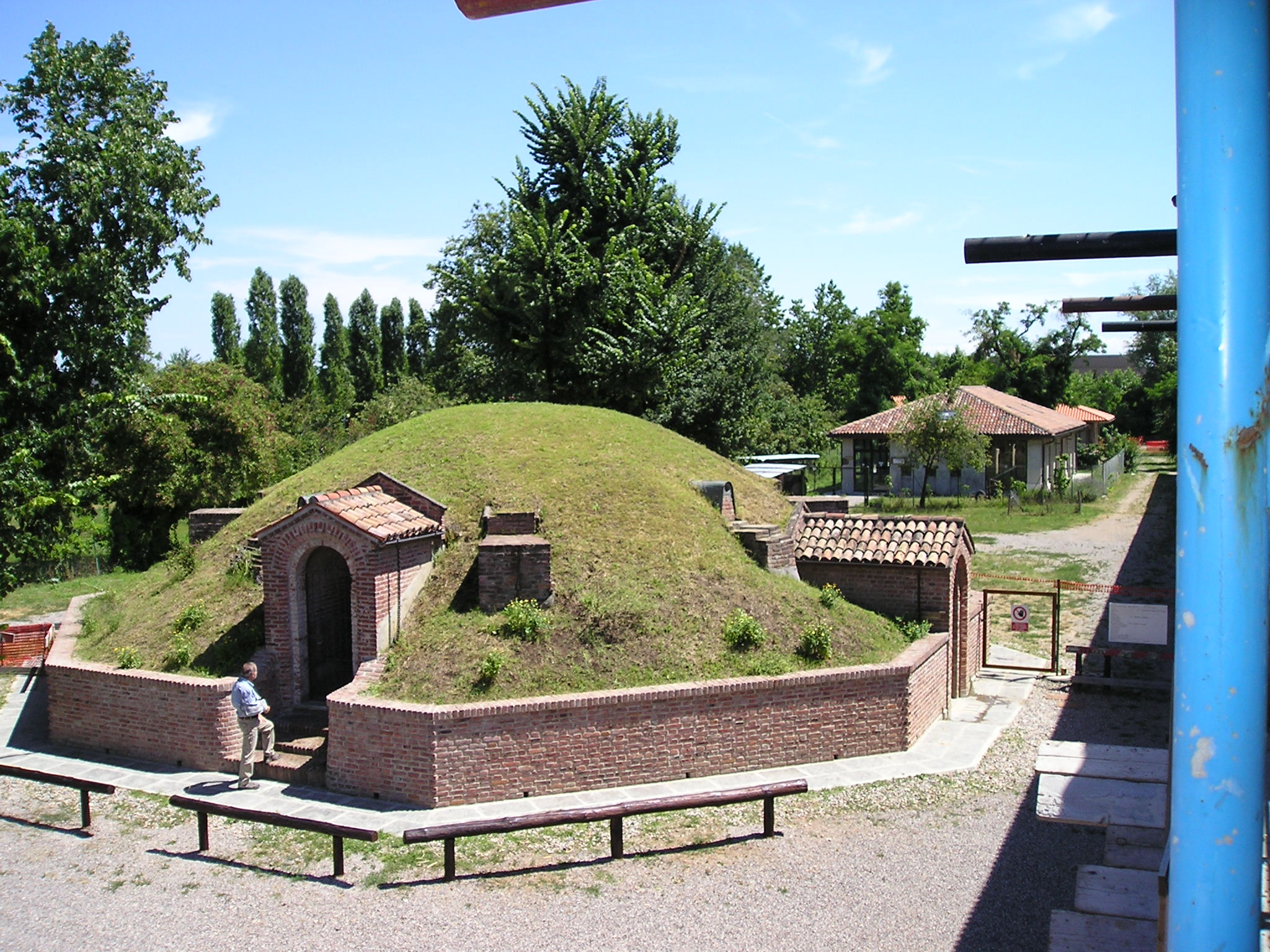
Ghiacciaia della Cascina Favaglie

La ghiacciaia o neviera è un locale o manufatto in cui si immagazzinava in un luogo freddo la neve pressata o il ghiaccio durante l'inverno, per poterne disporre durante le altre stagioni. Il ghiaccio poteva essere ricavato e tagliato quando le acque (ad esempio di un fiume) venivano deviate e trasformate in ghiaccio durante l'inverno, attraverso l'azione della temperatura ambientale sotto 0°C, per poi essere immagazzinato e prelevato successivamente al momento del bisogno. Un'altra tecnica (neviera) consisteva nel raccogliere e immagazzinare neve pressata durante l'inverno, che nel processo si trasformava in ghiaccio. Questo sistema è stato usato con diverse tipologie in varie parti del mondo.
La ghiacciaia è sia l'ambiente in cui veniva prodotto e/o immagazzinato il ghiaccio, sia quell'armadio con intercapedine isolante rifornito di ghiaccio, che in ambito prevalentemente domestico assolveva alla funzione che in seguito avrebbe assunto il frigorifero.
Con l'invenzione dei sistemi refrigeranti che portarono al diffondersi delle fabbriche del ghiaccio la ghiacciaie così come il commercio del ghiaccio naturale persero la loro economicità.
Il termine viene talora utilizzato impropriamente come sinonimo di congelatore o freezer.

## Storia
La prima traccia storica dell'utilizzo di una ghiacciaia si ha dai tempi degli antichi Sumeri, descritta nella Tavoletta di Zimri-Lim, re di Mari, concernente la costruzione di una ghiacciaia a Terqa nel 1780 a.C. circa.
Nell'antichità fino all'era moderna l'uso del ghiaccio era comunque un uso di lusso, per lo più per raffreddare le bevande dei signori. Nelle terme romane più facoltose veniva usato nel frigidarium.
Nathaniel Jarvis Wyeth brevettò nel 1825 un aratro da ghiaccio (ice plough) trainato da cavalli che rese più facile ed economico l'estrazione nei laghi degli Stati Uniti e diede un ulteriore impulso all'industria di esportazione mondiale del ghiaccio che declinò dopo il 1930, con l'avvento del frigorifero domestico meccanico. I primi frigoriferi domestici del 1800, infatti, erano in realtà armadi con intercapedine isolante che venivano riempiti regolarmente con un blocco di ghiaccio proveniente da ghiacciaie. Grazie alla meccanizzazione e la concorrenza del mercato, il costo del ghiaccio commerciale scese e divenne accessibile anche alle fasce meno abbienti della società. In un certo senso, la diffusione e il successo di massa del primo frigorifero a ghiaccio (ghiacciaia) dette impulso all'invenzione del frigorifero meccanico.

## Ghiacciaie in Italia
Papa Paolo V  nel 1608 istituì la prima privativa della raccolta e vendita della neve e del ghiaccio del circondario delle 60 miglia, da quel momento fu imitato da tutti i potenti d'Italia: vescovi, duchi, principi, dogi che appaltarono questa risorsa naturale.

### In Emilia-Romagna
Le prime ghiacciaie di cui si ha testimonianza in Italia risalgono al XIII secolo e si trovano a Bologna; sono tuttora funzionanti.

### In Sicilia

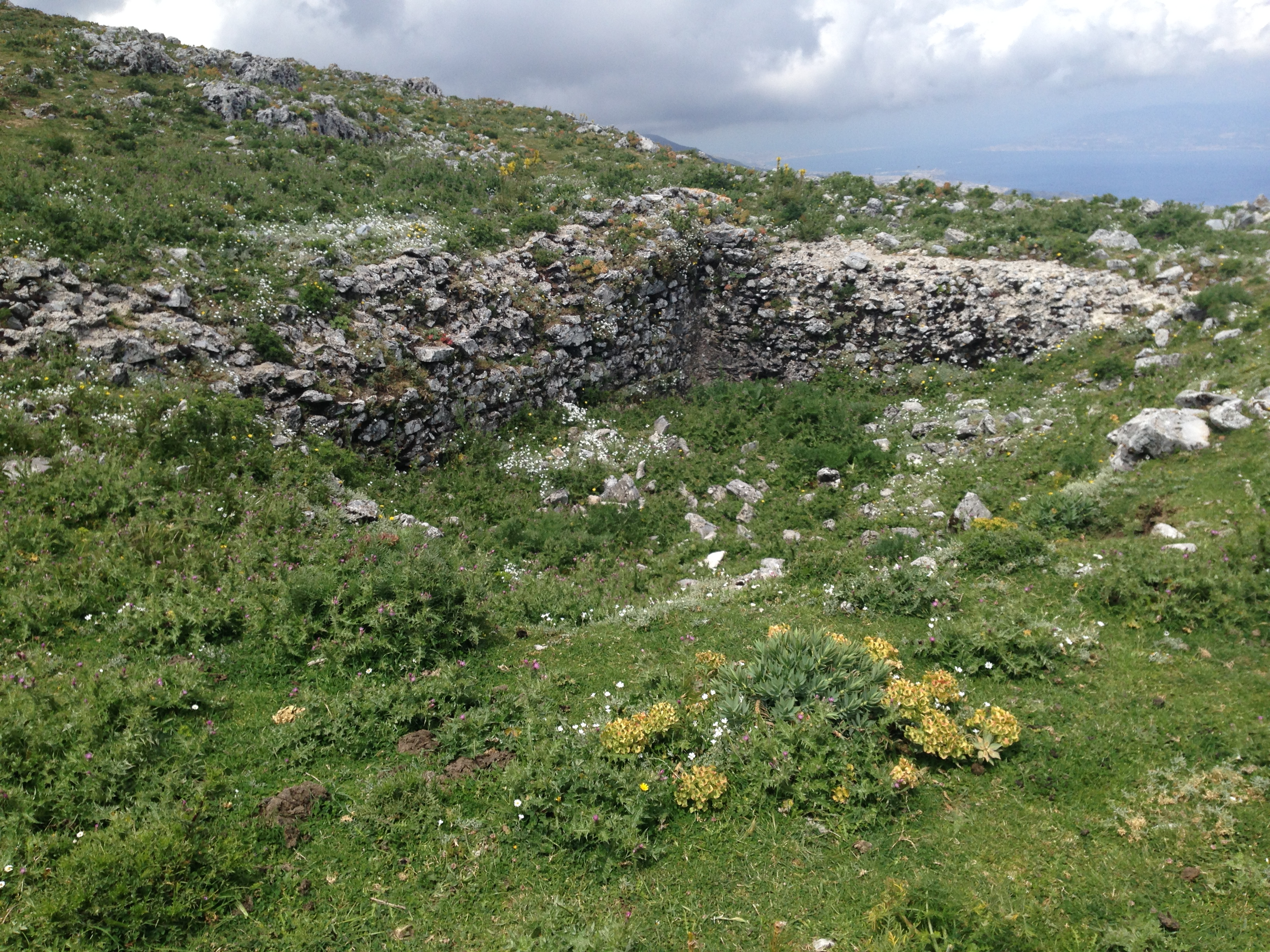
Una neviera sul Monte Scuderi a quota 1200 metri in Sicilia

L'uso della neve in Sicilia è abbastanza antico. Gli arcivescovi di Monreale, Palermo e Catania, godevano del privilegio medievale di conservare e vendere la neve conservata sui monti delle rispettive diocesi. A partire dal XVI secolo, quando il ghiaccio non venne più utilizzato per esclusivo uso medico, si incrementa la richiesta di ghiaccio naturale e il suo commercio. L'uso di scavare fosse sulle montagne (i nivieri) nelle quali la neve era accumulata e conservata, può benissimo collegarsi alle pratiche e metodologie del mondo antico greco-romano..
Le neviere più grandi si trovavano sulle Madonie e sul monte Etna, dove era più facile mantenere bassa la temperatura. Sono documentate neviere sui Peloritani e sui Nebrodi con articolate strutture per l'immagazzinamento e il rifornimento delle località sulle coste. Ma anche sui monti Iblei nei dintorni di Buccheri, Buscemi e Palazzolo Acreide.
Se fino al XV secolo la neve veniva utilizzata quasi esclusivamente per uso medico, successivamente venne richiesta per raffreddare il vino e per confezionare sorbetti o gelati.
Le neviere avevano varie forme:
- a grotta
- a cupola
- a dammuso

in genere l'ingresso per l'estrazione della neve era rivolto a nord e la neve veniva caricata dall'alto. Vi era un commercio della neve che interessava i vari comuni della Sicilia e che poteva giungere persino a Malta. Il trasporto avveniva di notte a dorso di muli.

### In Veneto

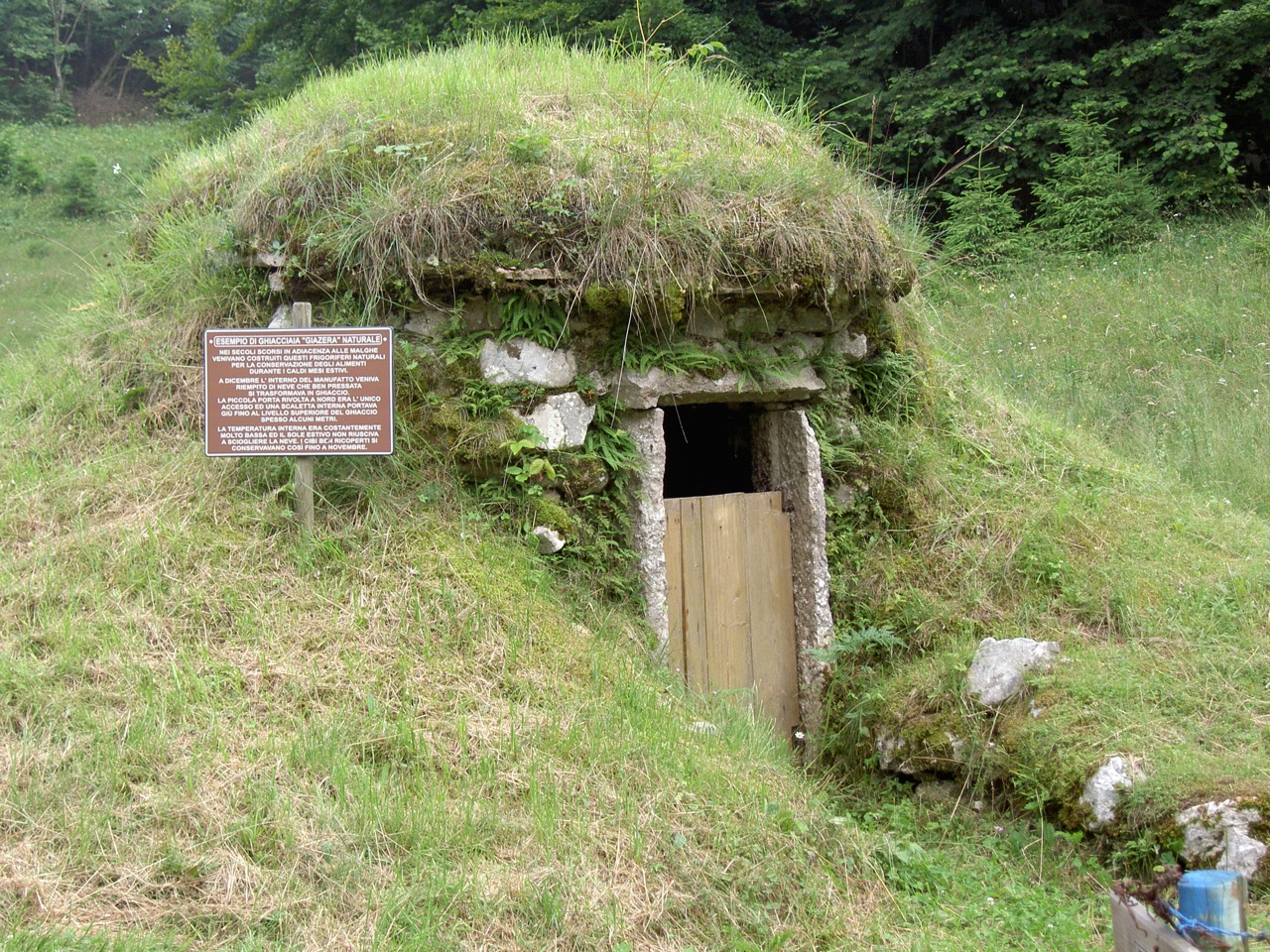
Una giazera veneta sul Monte Grappa

Dal XVI secolo, in adiacenza alle Malghe, venivano costruiti questi "frigoriferi" naturali per la conservazione degli alimenti durante i caldi mesi estivi. A dicembre l'interno del manufatto veniva riempito di neve che, ben pressata, si trasformava in ghiaccio. La piccola porta rivolta a nord era l'unico accesso e una scaletta interna portava giù fino al livello superiore del ghiaccio, spesso alcuni metri. La temperatura interna era costantemente molto bassa e il sole estivo non riusciva a sciogliere la neve, così i cibi ben ricoperti si potevano conservare tutto l'anno, fino alla successiva stagione delle nevi. Il termine tradizionale con il quale venivano designate queste costruzioni era giazera ovvero ghiacciaia naturale.

### In Toscana

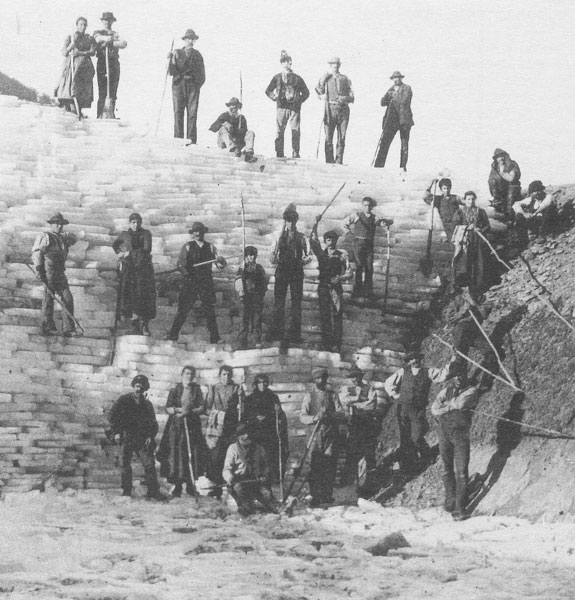
Ghiaccio pronto all'immagazzinamento alla ghiacciaia nei pressi di Le Piastre dei primi del Novecento

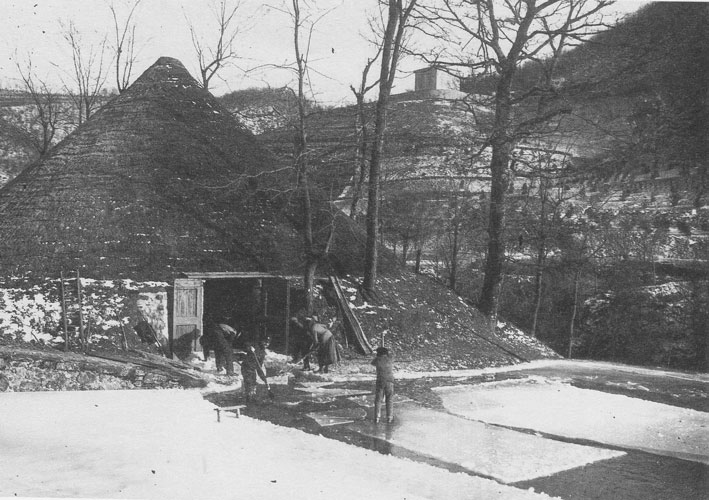
Magazzino del ghiaccio della ghiacciaia della Madonnina (Le Piastre) nei primi del Novecento

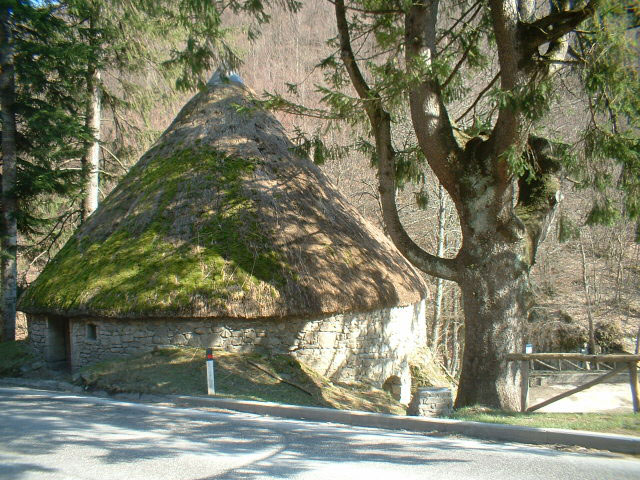
Magazzino del ghiaccio restaurato della Madonnina (Le Piastre), parte dell'Ecomuseo della Montagna pistoiese

Una delle più rudimentali ghiacciaie della Toscana è la Buca della Nivera, all'isola d'Elba, attestata dal 1820; un'altra, menzionata da Napoleone Bonaparte nel 1814, si trova presso il Santuario della Madonna del Monte.

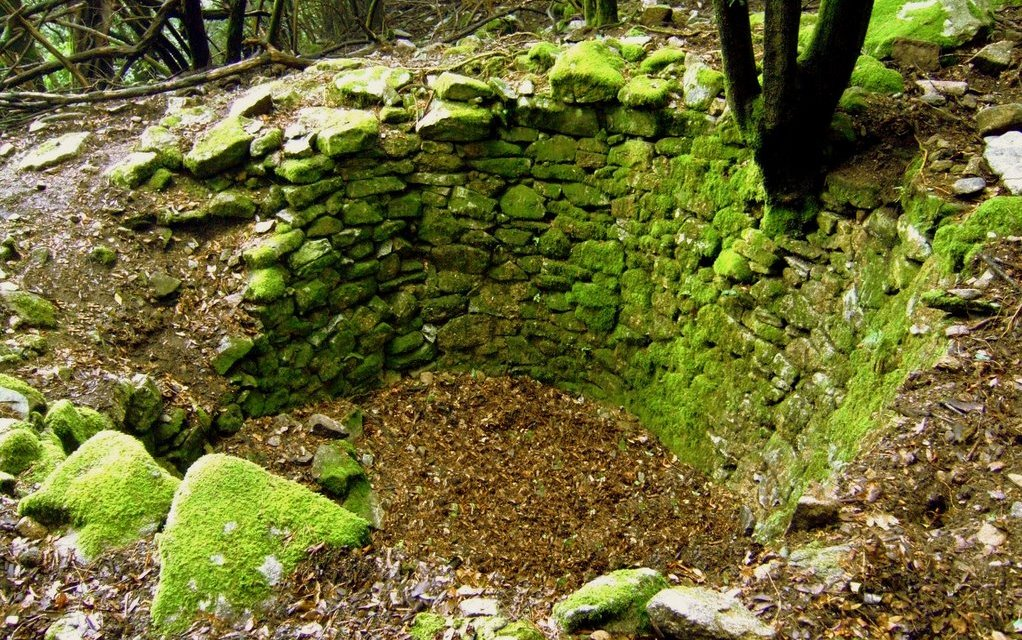
La Buca della Nivera all'isola d'Elba

Tipico esempio di produzione protoindustriale, dalla fine del Settecento fino agli anni trenta del Novecento, in Toscana erano funzionanti una decina di ghiacciaie, collocate in prevalenza lungo il fiume Reno, sulla Montagna Pistoiese, nel tratto che va da Le Piastre a Pracchia, e in misura più ridotta anche nei paesi di Cireglio, Bardalone, Limestre, nei dintorni del passo della Collina e nei paesi di Prataccio e Prunetta.
Per svolgere questa funzione venivano sfruttati freddo e acqua, entrambi elementi intensamente presenti nelle suddette regioni di montagna.
Il ghiaccio veniva prodotto nei mesi invernali e conservato in magazzini di stoccaggio, dove si manteneva allo stato solido fino all'arrivo della stagione calda. In alcune areali montani come le Alpi Apuane, nel gruppo delle Panie, la neve rimaneva anche nel periodo estivo all'interno di buche naturali e veniva prelevata a scopi commerciali. Esso serviva il fabbisogno principalmente degli ospedali di Firenze, Pistoia e Montecatini e in minor misura le mescite signorili del capoluogo toscano.
Il trasporto dei blocchi di ghiaccio era effettuato tramite l'uso di barrocci. Tali trasporti furono resi possibili dalla costruzione della Strada Regia che collegava Pistoia con Modena, realizzata sul versante toscano nella seconda metà del XVIII secolo da Leonardo Ximenes.
L'acqua, grazie allo sbarramento di una cascata (le steccaie), veniva portata dalla gora nel laghetto, dove un meccanismo di chiuse la tratteneva fino a ghiacciare. Il ghiaccio veniva poi frantumato con picconi e stoccato nel magazzino di pietra assieme a foglie, utilizzate come isolante.
I ruderi delle suddette ghiacciaie sono giunti fino all'epoca moderna. La Ghiacciaia della Madonnina, per esempio, è stata interamente ricostruita con scopi didattici, e inserita come attrazione nell'Ecomuseo della Montagna pistoiese, nell'ambito dell'Itinerario del ghiaccio.

### In Lombardia
Le ghiacciaie si diffusero in Lombardia a partire dal basso medioevo. Nel 2011, durante gli scavi archeologici all’interno dell’ex monastero di Santo Spirito e Gallo a Pavia, all’interno del cortile, furono rinvenuti i resti di una grande ghiaccia (il fondo aveva un diametro di circa 3,30 metri) risalente al XV secolo.  La struttura, di forma circolare, è dotata di un pavimento costituito da mattoni posti di taglio e a raggiera ed è pendente verso il centro, dove si trova il pozzo di scarico per l’acqua (largo circa 1,10 metri) sempre realizzato in mattoni e tavelle e con il fondo a perdere. Dalla fine del Settecento fino agli anni sessanta del Novecento, sul lago di Varese esistevano le ghiacciaie di lago. Esse erano edifici, chiamati anche giazer o giazzere, progettati e costruiti per stiparvici in inverno il ghiaccio prelevato dalla superficie ghiacciata del lago. Lo stesso ghiaccio che in seguito, durante l'anno, sarebbe principalmente servito a conservare le grandi quantità di pesce pescato, a garantirne la freschezza lungo la via per i mercati lombardi (Verziere di Milano, Saronno, Busto Arsizio, Gallarate, Varese, Gavirate e altri), piemontesi (Arona, Novara, Vercelli e Torino) e anche francesi. Le giazzere fornivano anche il ghiaccio per scopo sanitario, per fare impacchi, curare febbri e infiammazioni.
Attualmente le ghiacciaie più famose si trovano alle conserve (cunsèrt in dialetto) di Cazzago Brabbia, sebbene in zona ne esistessero altre: due a Comabbio, sull'omonimo lago, due a Calcinate del Pesce (frazione di Varese), una a Bardello, una a Biandronno e una a Bodio Lomnago. La ghiacciaia di Bardello è stata costruita circa 200 anni fa dal duca Pompeo Litta in applicazione della legge dell'imperatrice Maria Teresa d'Austria, che ne imponeva la costruzione, a ogni zona, per scopi primariamente sanitari. Negli anni ottanta del Novecento Alba Bernard, storica affezionata frequentatrice di Cazzago Brabbia, scoprì le ghiacciaie e si prodigò per attirare l'attenzione su di esse, che considerava “un cospicuo patrimonio culturale che si collega alla tradizione della pesca nella zona dei laghi varesini”, e che doveva essere salvaguardato. Agli inizi del XXI secolo le tre ghiacciaie di Cazzago sono state restaurate, gli antichi giazer hanno perso il ruolo di conserve per diventare un vero e proprio monumento.
La ghiacciaia della cascina Favaglie, ubicata nel Comune di Cornaredo, sul limitare del Parco Agricolo Sud Milano, è unica nel suo genere per le sue ragguardevoli dimensioni (circa 10 m di diametro alla base, e una altezza di 5,60 m), ed è tra le poche a sopravvivere alle demolizioni effettuate in Lombardia negli ultimi decenni.
Si ritiene che la ghiacciaia sia stata costruita nei primi decenni dell'Ottocento insieme con l'attuale cascina dal proprietario duca generale di cavalleria Ferdinando Serbelloni Sfondrati al servizio del feldmaresciallo Radetzky. È attualmente di proprietà del comune di Cornaredo, che l'ha affidata in comodato alla sezione di Italia Nostra Milano nord-ovest.
In Brianza le strutture che meritano d'essere citate sono: la ghiacciaia del Palazzo Arese Borromeo a Cesano Maderno. Semplice nella sua architettura, recentemente restaurata
e la ghiacciaia antica di Villa Verri, a Biassono, ora restaurata. I recenti lavori di sistemazione del giardino di villa Verri hanno reso visibile e accessibile l'antica ghiacciaia, annessa alla villa.
Ai limiti settentrionali della Brianza si segnalano anche le ghiacciaie del lago di Montorfano, per lo più allo stato di rudere. Nei pressi del lido si trova la struttura della ghiacciaia di Villa Barbavara, grande nevera a due aule ben conservate. Sulla sponda opposta del lago si trovano invece i resti del cosiddetto Giazerùn (o Giazirùn), ghiacciaia a pianta circolare di circa 9 metri di diametro e circa 5 di altezza.
La nevera di Caglio, borgo di montagna, si trova a 850 metri di quota in provincia di Como. Questa ghiacciaia, a forma di casetta, è stata utilizzata fino alla fine degli anni '50. Oggi è collocata all'interno di un piccolo giardino pubblico, seminascosto in un vicolo del centro storico del paese.

### In Piemonte
Degne di nota sono le antiche ghiacciaie di Torino, le quali furono costruite nella zona di Porta Palazzo per immagazzinare ghiaccio da usare nelle attività commerciali e mercantili.
Erano sotterranee, di forma circolare e volta a cupola. Una di queste, visitabile all'interno dell'edificio del Mercato Centrale, a Porta Palazzo, è unica nel suo genere per dimensioni; dieci metri di diametro per oltre dieci di altezza.
Altre furono demolite nell'800 e sostituite da grossi corridoi sotterranei.
Rispetto alle altre città, Torino era avvantaggiata dalla vicinanza delle Alpi, dove c’erano vari ghiacciai utilizzati come cave, sia in Val di Susa che nelle Valli di Lanzo.

### La ghiacciaia del Maestro
Nel bergamasco vi è la ghiacciaia del Maestro, ubicata nel centro storico di Amagno Strozza.  È una struttura a forma conica, le sue dimensioni sono modeste (tre metri di larghezza per sei di altezza), ma è ben conservata. L'accesso è possibile tramite un cunicolo lungo dodici metri che diparte da un locale sottostante la casa del maestro, mentre la bocca di carico è situata nel cortiletto retrostante il nobile edificio. Definita impropriamente ghiacciaia era in effetti una nevera perché al suo interno tramite la botola veniva nei mesi invernali introdotta la neve. Il nobile dava mandato ai valdimagnini del paese di Strozza affinché prelevassero con la gerla la neve nei prati circostanti e caricassero il grande frigorifero. Poi quando in maggio giugno il caldo si faceva sentire, l'addetto, munito di lanterna, apriva e subito chiudeva le tre porte poste lungo il cunicolo di accesso e si preparava a utilizzare il fresco conservato. All'interno la neve si era in parte sciolta e compattata fino a formare un unico blocco di ghiaccio. Per l'utilizzo si ponevano perimetralmente alla ghiacciaia delle mensole sulle quali venivano poi sistemate le derrate alimentari. Avendo cura di mantenere chiuse la botola e le porte, il grande frigorifero consentiva di conservare le derrate alimentari fino al successivo inverno. Attualmente la ghiacciaia è visitabile su prenotazione insieme con il piccolo museo Valdimagnino.